# Václav Hallinger
Václav Hallinger (Praga, 9 agosto 1898 – Praga, 6 luglio 1936) è stato un calciatore cecoslovacco, di ruolo attaccante.

## Carriera
Prelevato nell'estate 1926 dal AFK Vrsovice, Hallinger rimase nelle file del Modena per una sola stagione.